# Daniel Alliët
Daniël Alliët (Wijtschate, 1944) is priester in de Begijnhofkerk van Brussel en zet zich in voor vluchtelingen, mensen zonder papieren en kwetsbare mensen.

## Biografie
Toen Daniël acht maanden oud was overleed zijn vader, een landbouwer die negen kinderen en een alleenstaande moeder naliet. 
Hij ging naar het Grootseminarie van Brugge en werd priester in 1969. Aan de Katholieke Universiteit Leuven ging hij filosofie en theologie studeren en promoveerde in 1972 op het panentheïsme of dipolair theïsme van Charles Hartshorne. Hij keerde terug naar het grootseminarie als professor wijsbegeerte en werd directeur van de afdeling filosofie. 
In 1976 koos hij voor meer diaconie en werd directeur van Caritas West-Vlaanderen. Hij was ook leerkracht godsdienst aan de verpleegkundeschool in Roeselare.
In 1985 richtte hij zich op armen in de hoofdstad en werd priester van de Brusselse Begijnhofkerk. In 1986 zette hij een caritatief project op voor hulp aan de bejaarden van de parochie en stond aan de wieg van talrijke sociale projecten waarbij onder meer asielzoekers voedsel en onderdak vonden. Hij woont er in een gemeenschapshuis samen met thuislozen, sommigen onder hen zonder papieren. In 2008 werd hij door Pax Christi benoemd tot ambassadeur voor de vrede door de aandacht die hij vestigt op de problematische situatie van mensen zonder papieren, door wie zijn kerk vijf keer werd bezet. Dit heeft geleid tot regularisatiegolven, maar bij de laatste bezettingen in 2014 en 2015 bleef het beperkt tot een hogere erkenningsgraad voor Afghaanse vluchtelingen.
In 2014 wilde aartsbisschop André Léonard de parochie nieuw leven inblazen met de Franse priester Michel-Marie Zanotti-Sorkine en diens Fraterniteit van de Heilige Apostelen. Alliët had hij willen overplaatsen naar de Sint-Jan-de-Doperkerk (Molenbeek), maar na protest bleef hij toch verbonden aan de Begijnhofkerk.